# Siderúrgia basca
La siderúrgia basca de Bilbao va néixer gràcies a la coincidència de certs factors favorables: abundància de mineral de ferro de bona qualitat, acumulació de capital en mans dels empresaris bilbaïns, que tenien participació en l'explotació de les mines de ferro i facilitat per comprar coc anglès.
Els vaixells bascos que transportaven el mineral de ferro basc a Anglaterra i portaven, de tornada, carbó de coc anglès per a la siderúrgia basca. La pacificació del País Basc en acabar-se la darrera carlinada (1872-1876) va afavorir la instal·lació d'empreses siderúrgiques. A partir del 1890, la siderúrgia basca no va poder fer front a les innovacions tecnològiques introduïdes al Regne Unit i a Alemanya. La davallada de les exportacions va obligar aquesta indústria a centrar-se bàsicament en el mercat espanyol. La conversió al proteccionisme dels grans industrials bascos va anar acompanyada d'un procés de «cartelització» del sector. L'any 1897 es va crear un consorci industrial siderúrgic («La pinya») que suprimia la competència entre les empreses, repartia el mercat espanyol i fixava els preus monopolístics.